# Капитъл Рийф (национален парк)
Национален парк Капитъл Рийф (на английски: Capitol Reef National Park) е национален парк в САЩ, разположен в южната част на щата Юта. Дълъг е около 160 km, но е сравнително тесен. Създаден е през 1971 година и площта му е около 979 km2. Най-посещаван е в периода май-септември.
Името капитъл/капитол идва от няколко скални образувания, които наподобяват капитолия, а рийф в случая означава скална верига.

## Местоположение и геология
Основната формация в парка е Уотърпокет фолд, вдлъбнатина в земната кора на продължение от около 100 мили, която е на 65 милиона години. Ерозията позволява да се видят изложени различните слоеве от различните геоложки епохи и оцветените в различен цвят пясъчници. Земната гънка вероятно е образувана от сблъсъка на континенталните плочи.
Първото име идва от няколкото бели купола и отвесни скали, които наподобяват сградата на Капитолия в САЩ. Втората част на името идва от скална верига, която първите заселници са наричали рийф. Първият павиран път е построен през 1962 година. Павираните пътища в района са много малко, което запазва природната красота на парка.
Паркът изобилства на каньони, отвесни скали, куполи и арки. През него тече реката Фремон. По-голямата част от парка е пустиня. Съществуват стотици мили в малки пътечки за любителите на туризма пешеходци.
Тези земи са населявани от индианци до 13 век, когато настъпва суша и те ги напускат. През 1872 година различни експедиции започват да изучават геологията на Уотърпокет фолд. Мормоните се заселват тук през 1880-те.